# Kittlitz (Adelsgeschlecht)

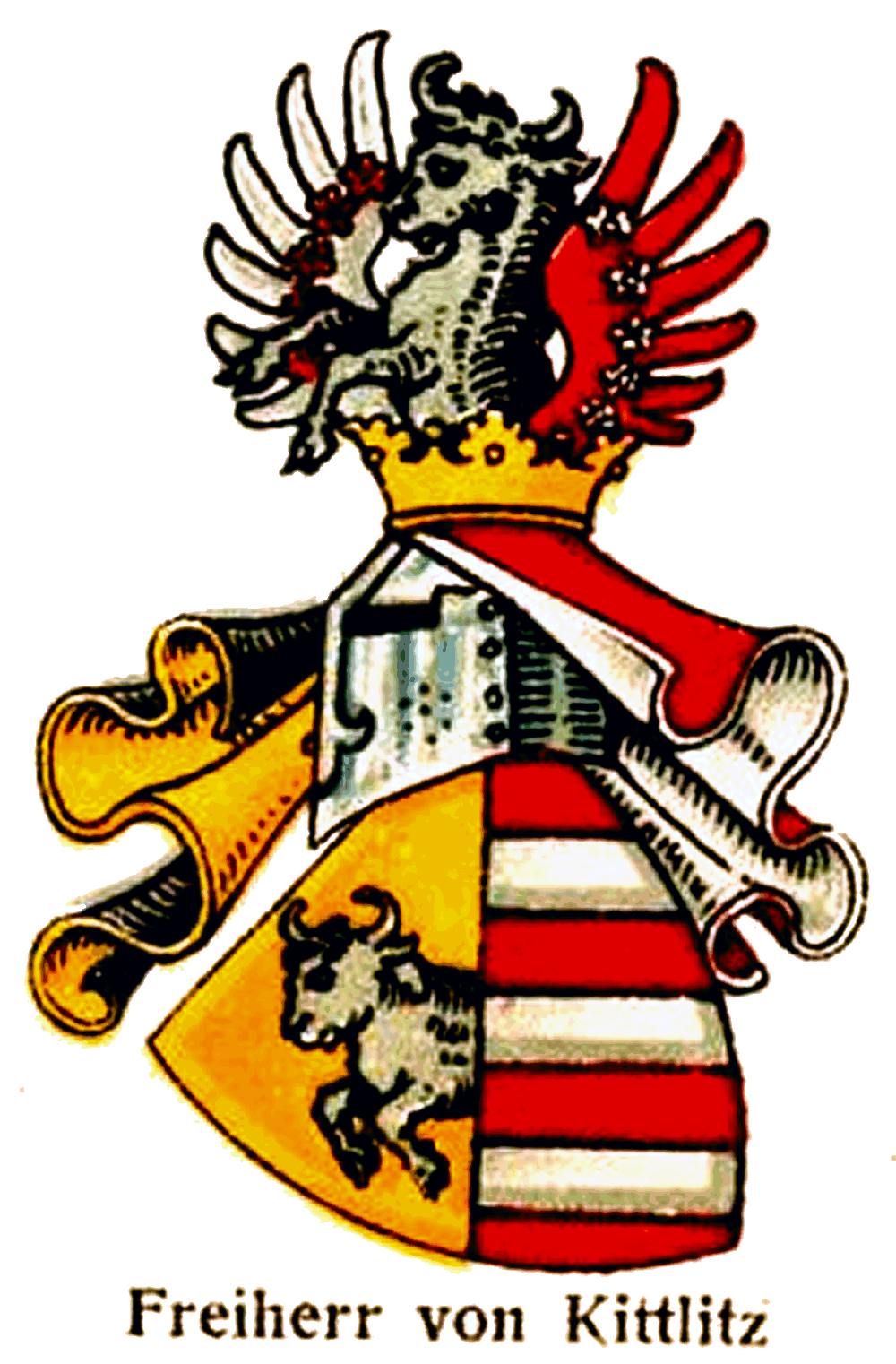
Wappen derer von Kittlitz im gotischen Stil

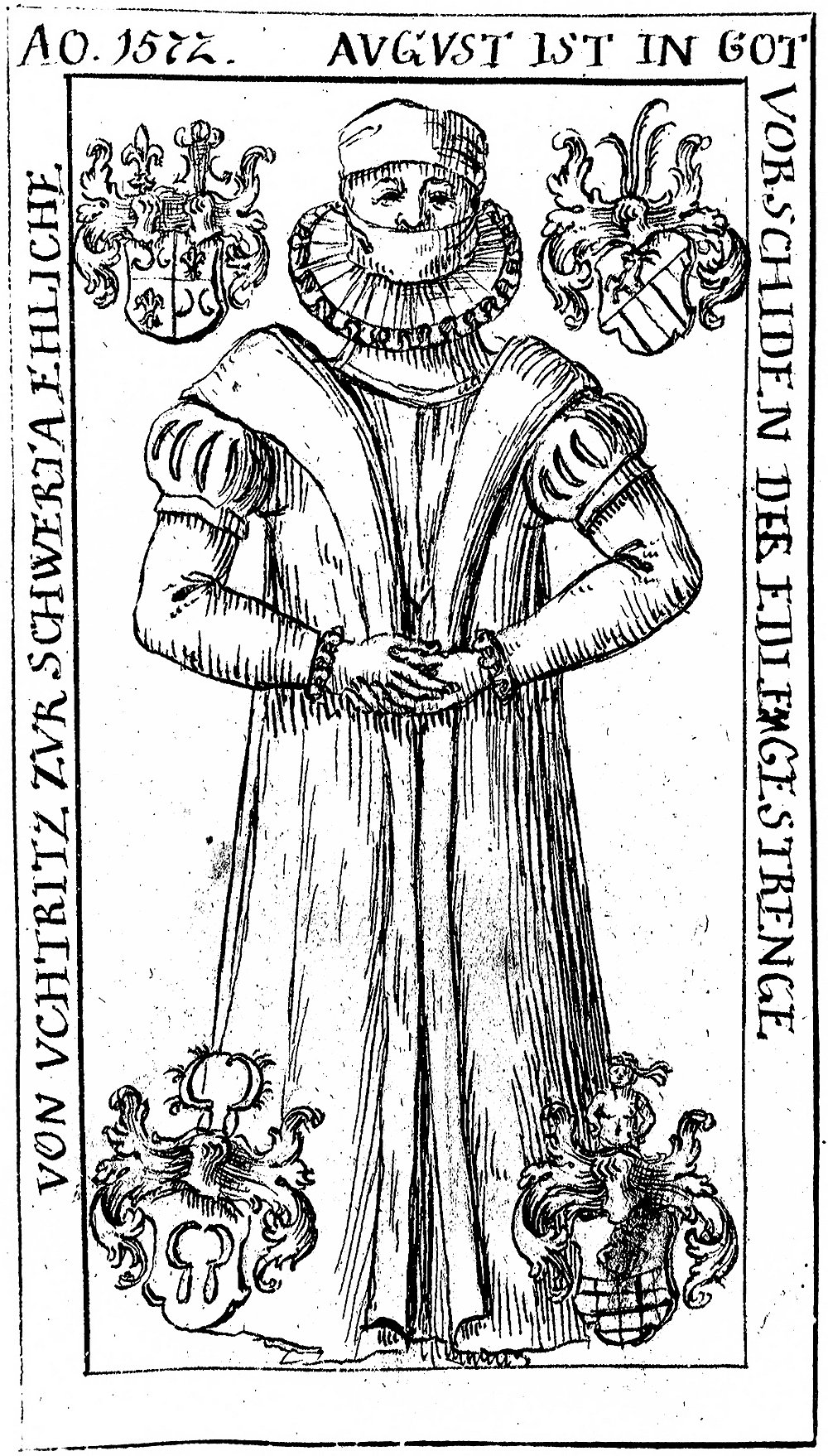
Zeichnung von Johann Gottfried Schultz des Epitaphs (1572) einer Frau von Uechtritz zu Schwerta, geb. von Salza, Tochter einer geb. von Kittlitz

Kittlitz ist der Name eines alten deutschen Adelsgeschlechts, das zum Uradel der Oberlausitz gehört. Stammsitz war Kittlitz, heute ein Teil der Stadt Löbau. Die Familie zählte zu den Edelfreien und trägt seit etwa 1560 den Freiherrentitel. Die Gründung von Kittlitz bei Lübbenau geht auf sie zurück.

## Geschichte
Das Geschlecht erscheint erstmals urkundlich mit Heinricus Kettlich „sub tempore ducis Zobezlei“ (Herzog Sobislaus von Böhmen, regierte 1125–1140) und 1160 mit „Henricus Cideliz et fratres eius Sifidus et Bertholdus, ministeriales Misinensis ecclesiae“. Die sichere Stammreihe beginnt Conradus Kiteliz, der 1180 bis 1187 urkundlich erschien. Die Familie stellte mit Dietrich II. von Kittlitz († 1208) und Johann von Kittlitz (um 1350–1408) zwei Bischöfe von Meißen sowie im 13. Jahrhundert die Burggrafen der böhmischen Könige auf der Ortenburg in Bautzen. Um 1300 bis etwa 1340 war die Herrschaft Spremberg mit Schloss Spremberg im Besitz der Familie.
Otto von Kittlitz war 1406–1410 Landvogt der Oberlausitz. Mitglieder des Geschlechts führen bereits im 13. Jahrhundert die Titel „comes“, „baro“, und „Herr“ und seit etwa 1560 den Freiherrentitel, der im Königreich Preußen nicht beanstandet wurde.
1588 verkaufte Hedwig von Seidlitz geb. Schweintzen auf Kratzkau Jauernick an den Landvogt der Niederlausitz Karl von Kittlitz. 1604 erhielt es sein Sohn gleichen Namens. Er war königlicher Amtsverweser des Fürstentums Sagan. 1614 war Jauernick in Besitz seiner Witwe Margaretha Rebecca von Kittlitz, geb. Freiin von Promnitz, 1624 gehörte es Ferdinand Freiherr von Kittlitz und 1656 Sigmund von Kittlitz. Nieder-Jäschkittel besaß Karl Friedrich Freiherr von Kittlitz und Ottendorf († 1690). Darauf erbte Ober- und Nieder-Jäschittel Ernst Friedrich von Kittlitz und Ottendorf († 1717), Landesältester des Weichbildes Strehlen.

## Wappen
- Das Stammwappen zeigt in Gold einen schreitenden schwarzen Urstier. Auf dem Helm mit schwarz-goldenen Decken zwei sechsspeichige goldene Räder.[5]
- Im Armorial Bellenville (=Armorial Beaulaincourt) von 1364 bis 1390 ist das Wappen der „Kickelizs“ noch mit der Helmzier des Stammwappens aber bereits mit dem gespaltenen Schild dargestellt.[6]
- Das seit 1394 geführte Wappen ist schräglinks geteilt: Oben in Gold ein wachsender schwarzer Urstier, unten in Rot drei silberne Schrägrechtsbalken. Auf dem Helm mit rechts schwarz-goldenen, links rot-silbernen Decken der Urstier wachsend zwischen offenem, rechts mit fünf roten Rosen belegtem silbernen und links mit fünf silbernen Rosen belegtem roten Flug. Als historische Helmzier ist an einem Epitaph von 1572 auch ein Hahnenfederbusch bzw. ein schwarzer solcher, zwischen einer roten und einer silbernen Rose, belegt.[7]

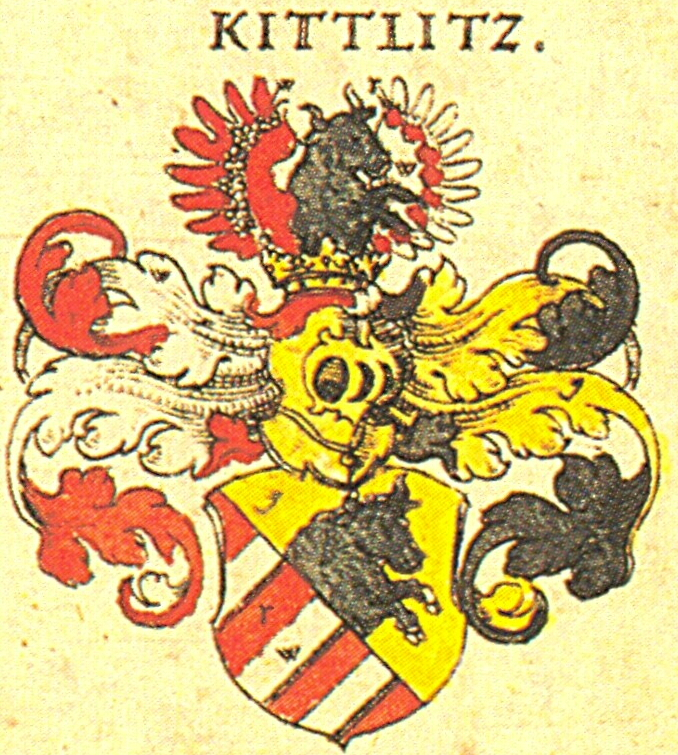
Spiegelverkehrt in Siebmachers Wappenbuch 1605
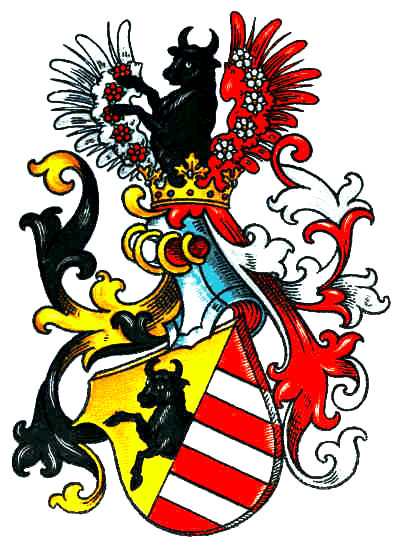
Wappen derer von Kittlitz im Wappenbuch des schlesischen Adels
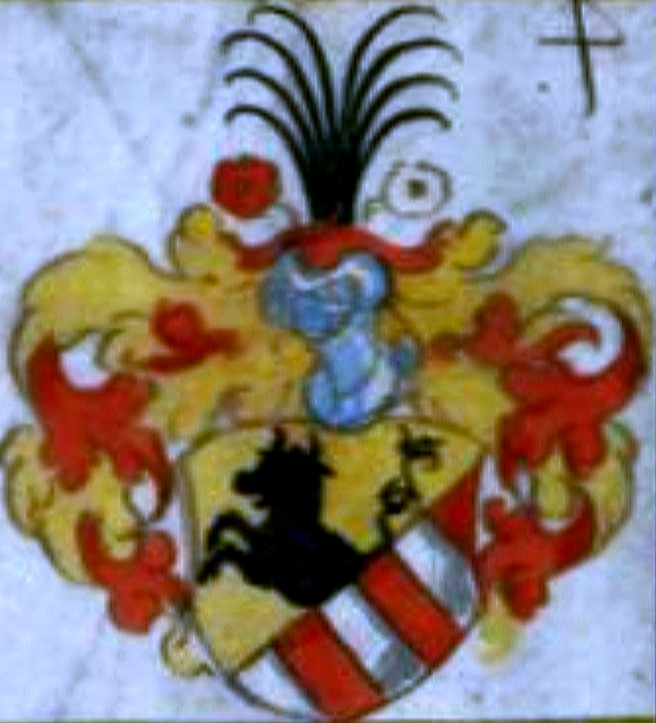
gespiegelt, in Stammtafeldokument 17. Jahrhundert, mit alternativer Helmzier

## Bekannte Namensträger
- Dietrich II. von Kittlitz († 1208), Bischof von Meißen
- Johann von Kittlitz (um 1350–1408), Bischof von Meißen und von Lebus
- Anna II. von Kittlitz (1488–1558), Äbtissin von Gernrode
- Paul von Kittlitz, Herr von Niederleschen, der Ort wurde von Sprottauern 1524 wegen einer Fehde abgebrannt und geschleift.
- Christoph von Kittlitz (1594–1657), preußischer Hofrat
- Christoph Ferdinand Rudolf von Kittlitz und Ottendorf (1751–1822), preußischer Kriegs- und Domänenrat und Landrat des Landkreises Liegnitz
- George Friedrich von Kittlitz (1687–1763), preußischer Landrat
- Heinrich von Kittlitz (1799–1874), deutscher Naturforscher
- Rudolf von Kittlitz (1817–1882), preußischer Generalmajor
- Sylvius Adolph von Kittlitz und Ottendorf (1695–1771), preußischer Landrat im Kreis Kreuzburg O.S.
- Julia Freiin von Kittlitz (1877- nach 1937), Ärztin, erhielt als eine der ersten Frauen eine Approbation an das Krankenhaus Moabit in Berlin[8]
- Arne von Kittlitz (* 1943), deutscher Diplomat

## Ehemalige Güter
- Nieder-Leschen
- Mallmitz mit Schadendorf, Liebenau, Klein Polkwitz, Kaltdorf, und Dorfanteile in Eulau
- Zeisdorf bei Sprottau
- Nieder Zauche mit Anteil Gießmannsdorf
- Buchwald und Petersdorf bei Sagan
- Eisenberg
- Puschkau(= Hirtenau)
- Zeisau am Queis